# Onești
Onești (w latach 1965–1993 Gheorghe Gheorghiu-Dej) – miasto we wschodniej Rumunii (okręg Bacău), w Karpatach Wschodnich, nad rzeką Trotuș (dopływ Seretu). Liczy około 51,7 tys. mieszkańców.
W mieście jest stacja kolejowa Onești.

## Współpraca
- Eysines, Francja
- Skien, Norwegia
- Pistoia, Włochy